# Heraclia
Heraclia (ou Civitas Heracliana ou, simplement Heracliana, italianisé en Eraclea, anciennement Melidissa) était un florissant centre de la Lagune de Venise, disparu vers le IXe siècle.
En 1950, la commune de Grisolera, où s’érigeait la cité, a changé son propre nom en Eraclea, localité balnéaire renommée de la côte vénitienne.

## Histoire

### Les origines de Melidissa à Heraclia
Les premiers établissements se formèrent durant la fin de l’ère romaine, quand les invasions barbares poussèrent les habitants de la terre ferme et, particulièrement, ceux des cités situées le long de la via Annia, à chercher refuge dans la lagune de Venise. Bien qu’aujourd’hui cet endroit apparaisse plus réduit et fragmenté, à l’origine il formait un continuum qui comprenait toute la côte vénète et une partie de celle du Frioul, s’étendant du delta du Pô à l'Isonzo (fleuve à l’ouest de la Slovénie). La mer était séparée du bassin lagunaire par des cordons sablonneux, appelés lidi, séparés par les bras des divers cours d'eau que formait le delta à l'intérieur de la lagune.
À plusieurs reprises, en 401, en 403, en 408 et en 409, la terre ferme de la Regio X Venetia et Histria avait été traversée par les Wisigoths de Alaric Ier et Athaulf. En 452, c’était le tour des Huns d’Attila, suivis en 476 par les Hérules d’Odoacre, restés en place jusqu’à la fin de l'Empire romain d'Occident, instaurant leur propre royaume qui, en 489, fut balayé par les Ostrogoths de Théodoric le Grand.
En 554, les campagnes de Justinien Ier avaient réuni l'Italie a l'Empire romain d'Orient, mais, avec l’arrivée des Lombards de Alboïn (568), la présence byzantine se réduisit et les cités subirent de nouvelles destructions. À la suite de ce nouvel événement, les habitants de l’importante cité de Opitergium cherchèrent refuge en partie près de l’île de Equilio (où s’élève l’actuel Jesolo) et en partie sur l'île Melidissa, où s’établit aussi l’évêque.
Le nouveau centre de Melidissa (du grec μελιηδής, meliedés, c’est-à-dire lieu doux comme le miel) était séparé de la terre ferme par des eaux profondes et se situait entre les bras du delta du Piave, barrière qui garantissait une certaine protection contre les incursions des Lombards. En 579, la condition de Melidissa comme cité épiscopale fut consacrée par un synode tenu à Grado par les évêques du patriarcat d'Aquilée et, en 580, la cité fut incluse dans la nouvelle Éparchie Annonaria byzantine, pour devenir en 584, siège du département de la Venise maritime, dépendante de l'exarchat de Ravenne.
En 589, l’épouvantable débordement du Piave (décrit par Paul Diacre) modifia radicalement la géographie de la zone, rattachant Melidissa à la terre ferme et la transformant en une péninsule baignée par les nouvelles embouchures du fleuve.
En 606, le diocèse de Melidissa et ceux de la zone côtière byzantine, passa sous la juridiction du patriarcat de Grado, confirmant ainsi sa fidélité à l'Empire byzantin. La terre ferme lombarde dépendait, elle, du patriarcat d’Aquilée qui avait adhéré au schisme des Trois Chapitres.

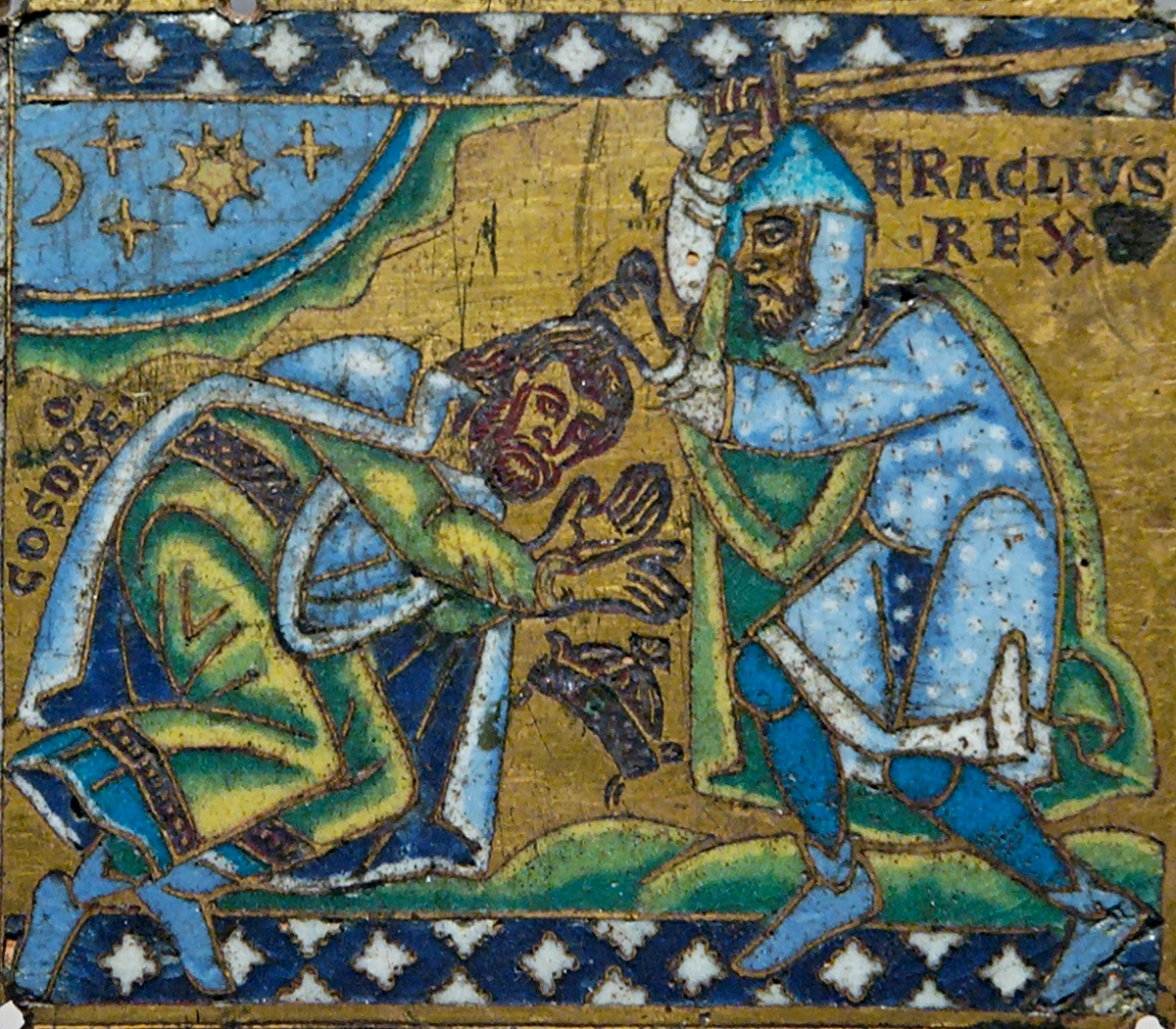
Image byzantine montrant l’empereur byzantin Héraclius taillant la tête au Chah sassanides Khosro II; en son honneur, Melidissa est rebaptisée en Eraclea.

Vers le milieu du VIIe siècle, Melidissa était déjà devenue la plus grande cité de l’estuaire (on parle de 90 000 habitants), en position centrale et défendue par une ceinture de murailles, de cours d’eau et de forteresses aptes à résister aux assauts depuis la terre et la mer. A l’Est, elle regardait la mer, protégée par une large étendue de sable plantée de pins maritimes ; au Nord et au Sud, elle disposait de canaux et, à l’Ouest, d'une forêt dense et de terres cultivables qui confinaient avec les territoires de Trévise, Altinum et Opitergino.
En 628, le centre change de nom en Heraclia, en l’honneur de l’empereur byzantin Héraclius qui venait juste de triompher en Orient de Khosro II de Perse, libérant Jérusalem et récupérant la relique de la Vraie Croix. En 638, l’évêque Magno transféra définitivement le siège épiscopal dans la cité, créant ainsi le nouveau diocèse d'Heraclia. Ce même évêque y fonda la cathédrale de Saint-Pierre-Apôtre.

### La rivalité avec Equilio et le déclin
En 641, après la prise de Oderzo par le Lombard Rothari, et en 667, de sa destruction complète par son successeur Grimoalde, la cité d’Heraclia, comme sa voisine Equilio, reprit de l’importance en accueillant de nouveaux réfugiés. Le partage de l’héritage de l’antique Oderzo devient source de litiges entre les deux cités voisines, alimentés par le fait que Equilio présenterait un passé plus ancien par rapport à Heraclia. En 690, cette rivalité déboucha sur un premier affrontement ouvert qui se termina à l’avantage de Heraclia.
En 697, l'importance de la cité fut renforcée par l’autorité impériale, quand Heraclia devient capitale du nouveau duché de Venise, circonscription administrative et militaire de l'exarchat de Ravenne. En 726, toutefois même Heraclia, comme le reste des cités italiennes, se rebella contre le décret iconoclaste de Léon III de Byzance qui prônait la nomination impériale à l'assemblée populaire du Doge Orso. Se réconciliant en 728 avec l’autorité impériale et recevant le titre de Ipato, en 736, le duc Orso vécut un nouveau conflit armé opposant les habitants de Heraclia et Equilio près de l’actuelle Valle dei Ossi. En 737, son assassinat fournit à l’exarchat l’occasion de reprendre le contrôle du duché, confiant le gouvernement aux magistrats annuels, les magister militum.
En 740, quand l'exarchat Eutichio retourna à Heraclia après la chute de Ravenne tombée aux mains des Lombards, le magister militum Teodato Orso fournit l’aide militaire nécessaire à la reconquête. Mais l’année suivante, le énième affrontement entre Hereclia et Equilio près de la tour Caligo, mis en lumière l’insoutenable condition de Heraclia, seul rempart pro-byzantin dans un duché en continuelle opposition avec le parti pro-lombard représenté par Equilio. Quand en 742 Teodato, en récompense de l’aide apportée à l’exarchat, reçut le faculté d’être élu duc par l’assemblée populaire, la capitale fut transférée à Malamocco.
En 774, après la conquête du Royaume lombard voisin par les Francs de Charlemagne, Heraclia maintenait sa fidélité à l’égard des Byzantins, opposée maintenant au parti pro-francs de Equilio. Les Heracliens avaient néanmoins occupé les terres appartenant au patrimoine du patriarche de Grado Fortunato da Trieste, leader pro-francs, provocant la violente réaction d’Equilio. En 804, dans la tentative de mettre fin aux conflits continus et avec l’espoir d’apaiser le nouveau roi d’Italie Pépin qui avait des vues sur Venise, le doge Obelerio Antenoreo démantela Heraclia, détruisant les murs et déportant la noblesse. En 810, ce qui restait fut anéanti par les Francs de Pépin, qui avaient également envahi le Duché.

### La renaissance
En 811, Angelo Participazio fut proclamé Doge et, de famille Heraclienne, fit construire un nouveau centre à côté des lieux que les Francs avaient épargnés. 

## Sources
- (it) Cet article est partiellement ou en totalité issu de l’article de Wikipédia en italien intitulé « Heraclia » (voir la liste des auteurs) le 29/10/2012.